# Rinkabyholm
Rinkabyholm è una località (tätort) della Svezia di poco più che 1 600 abitanti, sita nel comune di Kalmar, 9 km a sud del capoluogo di comune.